# Воспоминания о Марни
Omoide no Marnie (яп. 思い出のマーニー Омоидэ но Ма:ни:, «Воспоминания о Марни») — полнометражный анимационный фильм производства Studio Ghibli, режиссёр Хиромаса Ёнэбаяси. Премьера состоялась 19 июля 2014 года. Сюжет основан на романе Джоан Робинсон «Когда здесь была Марни».

## Сюжет
Двенадцатилетняя Анна — замкнутая и необщительная девочка. У неё нет друзей, и единственная отдушина — это рисование. Из-за слабого здоровья Анну отправляют на лето в небольшой городок в Хоккайдо. Там она встречает Марни — девочку, живущую в большом богатом доме на отмели. Постепенно они становятся хорошими подругами.
Эта дружба помогает Анне примириться с собой и окружающим миром. Зрителю предстоит узнать, кто же на самом деле Марни, и какое влияние она оказала на судьбу Анны.

## Персонажи
Анна Сасаки (яп. 佐々木 杏奈 Сасаки Анна) — главная героиня фильма. Дочь Эмили. Необщительная и замкнутая, застенчивая. В то же время порой довольно груба. Талантливая художница, хотя и стесняется показывать свои работы другим людям. Анна рано осталась без родителей, приёмной мамой для неё стала Ёрико Сасаки. Живёт в Саппоро, но из-за слабого здоровья (болеет астмой), на лето отправляется в небольшой городок к родственникам Ёрико. Анне 12 лет. Долго злилась на приёмных родителей за то, что они получают деньги за её воспитание. В старом доме на отмели встречает девочку Марни, с которой они становятся лучшими подругами.
Сэйю: Сара Такацуки
Марни (яп. マーニー Ма:ни:) — девочка из богатой семьи, живёт в большом доме на отмели. Из-за постоянной занятости родителей на работе, воспитывалась строгой няней и служанками-близнецами. Добрая и заботливая по отношению к Анне. Хорошо танцует, разбирается в грибах. Является бабушкой Анны. Вышла замуж за друга детства Кадзухико. Через два года у них родилась дочь Эмили. Из-за болезни после смерти мужа она была вынуждена отдать дочь в интернат. Позже когда ей стало лучше, Марни вернулась за ней, но Эмили на неё сильно обиделась. Вскоре, Эмили вышла замуж и родила дочь. Когда Анне было около двух лет, Эмили и её муж погибли в автокатастрофе. Марни забрала Анну к себе и пообещала, что всегда будет рядом с ней. Но из-за травмы после смерти дочери умерла через год. Когда Марни пришло время уйти, она просила Анну простить её за то, что она её оставила.
Сэйю: Касуми Аримура
Ёрико Сасаки (яп. 佐々木 頼子 Сасаки Ёрико) — приёмная мать Анны. Живёт в Саппоро. Очень любит свою приёмную дочь, относится к ней с большой заботой. Переживала за то, что они с мужем получают деньги за воспитание Анны и долго боялась ей об этом сказать. Перед отъездом в Саппоро она все же рассказывает ей все и отдаёт старый снимок дома на отмели, который был при Анне ещё когда она была в приюте. На обороте было написано «Любимый дом — Марни». В приюте ей сказали, что это снимок дома её бабушки. Анна всегда называла её тётушкой, но после общения с Марни стала звать её мамой.
Сэйю: Нанако Мацусима
Киёмаса Оива (яп. 大岩 清正 О:ива Киёмаса) и Сэцу (яп. セツ) — муж и жена, родственники Ёрико. Живут в небольшом городке в Хоккайдо. Сэцу любит выращивать помидоры, а Киёмаса любит заниматься резьбой по дереву. Их дети уже выросли и не живут вместе с ними. Принимают Анну пожить у них летом.
Сэйю: Сусуму Тэрадзима и Тосиэ Нэгиси
Саяка (яп. 彩香) — девочка, которая помогает Анне раскрыть секрет Марни. Любит добираться до сути вещей. Находит дневник Марни. Становится подругой Анны.
Сэйю: Хана Сугисаки

## Награды и номинации
- 2015 — номинация на премию Японской киноакадемии за лучший анимационный фильм года[2].
- 2015 — премия на Международном детском кинофестивале в Чикаго за лучший анимационный фильм[3].
- 2015 — номинация на Азиатско-Тихоокеанскую кинопремию за лучший анимационный фильм[4].
- 2016 — номинация на премию Энни за лучший независимый анимационный фильм[5].
- 2016 — номинация на премию Энни за лучшую режиссуру анимационного фильма (Хиромаса Ёнэбаяси).
- 2016 — номинация на премию Энни за лучший сценарий для анимационного фильма (Хиромаса Ёнэбаяси, Кэйко Нива, Масаси Андо).
- 2016 — номинация на премию Оскар за лучший анимационный полнометражный фильм[6].
- 2016 — номинация на премию Сатурн за лучший анимационный фильм.